# سانتيت
سانتيت (KB5O8 · 4H2O) هو معدن يوجد في توسكانا, إيطاليا. سمي باسم جورجي سانتي، المدير السابق لأحد المتاحف الإيطالية.

## وصلات خارجية
- Fact sheet from قاعدة بيانات المعادن  [لغات أخرى]‏
- Fact sheet from webmineral.com